# 圣奥朗 (热尔省)
圣奥朗（法語：Saint-Orens）是法国热尔省的一个市镇，属于孔东区（Condom）莫韦赞县（Mauvezin）。该市镇总面积4.34平方公里，2009年时的人口为83人。

## 人口
圣奥朗人口变化图示